# Carina Karlsson (poet)
Carina Karlsson, född 1966 i Sund på Åland, är en åländsk poet och författare som ibland samarbetar med kompositörer och bildkonstnärer i multikulturella projekt.

## Biografi

### Studier, arbete
När Carina Karlsson slutat grundskolan studerade hon vid Ålands handelsinstitut. Hon hoppade av studierna efter två och ett halvt år. Därefter tog hon ströjobb i fabrik och butik. 

### Författarskap
Skrivande var det hon intresserade sig mest för, och hon började frilansa i åländska tidningar, bland annat Nya Åland. Hon skrev litteraturkritik och krönikor. År 1987 fick hon ett litteraturstipendium från Ålands landskapsstyrelse och sedan dess har hon fått stipendier från exempelvis Svenska kulturfonden, Finlands svenska författareförening och Svenska författarfonden.
Carina Karlsson har publicerats och medverkat i tidningar, tidskrifter, antologier och radio sedan 1978. Hennes texter har, förutom i Finland, publicerats i de nordiska länderna (den åländska kulturtidskriften PQR, Femina, Bonniers litterära magasin och Horisont), i Storbritannien samt i USA (Metamorphoses och Ice-Floe), i Tyskland och Ungern.
Hon har skrivit ett antal böcker. Den första utgavs 1996 och hette Lisbeta, Per Skarps hustru och var en diktberättelse. I den berättas om en kvinna som avrättas för häxeri. Berättelsen bygger på domstolsprotokoll som är från 1666.
Romanen Mirakelvattnet, 2015, handlar om samma trakter som romanen om Algot, 2019, och den som läst Mirakelvattnet kan känna igen såväl miljöer som enstaka historiska skeenden. Mirakelvattnet handlade om livet på Löfviks gård i Sund, som under ett hundratal år tillhörde författarens släkt. I berättelsen om denna gård har Carina Karlsson tagit sig friheten att utgå från historiska händelser. Hon har däremot fabulerat fritt om faktiska och fiktiva livsöden.
Boken Algot är också baserad på verkliga händelser, rånmorden i Bänö, Föglö, år 1748, som är ett av de allra värsta brottsfallen i Ålands historia. Carina Karlsson tecknar en bakgrund som gör historien om Algot trovärdig – en historia om utsatthet och utstötthet, ensamhet och övergivenhet. Om en förtvivlan som föder hänsynslöshet och skoningslöshet.
I romanen Märket, 2019, återvänder hon till en häxprocess på Åland på 1660-talet. Där åtalas Lisbeta från Skarpans. Om henne skrev Karlsson också i sin debutdiktsamling ’’Lisbeta, Per Skarps hustru’’ 1996.
I diktsamlingen får vi möta bondmoran Lisbeta från Skarpans gård i Persnäs i Sunds socken som anklagas för trolldom. 
En vårdag 1667 blir hon halshuggen och bränd på bål vid Färjsundet tillsammans med några andra kvinnor som också anklagats och dömts för att utöva häxeri.

## Programledare för Vegas sommarpratare 2022
Carina Karlsson utsågs till programledare för Vegas sommarpratare i Yle Vega 2022.